# Bolt (companie)
Bolt oferă servicii de închiriere, micromobilitate și livrare de alimente. Bolt are sediul central în Tallinn, Estonia și operează în peste 200 de orașe din 40 de țări din Europa, Africa, Asia de Vest și America Latină. Compania are 50 de milioane de clienți la nivel global și peste 1 milion de șoferi folosesc platforma Bolt pentru a oferi plimbări.

## Istorie
Bolt (pe atunci numit Taxify) a fost fondat de Markus Villig (pe atunci având doar 19 ani, student la liceu) în 2013, cu viziunea de a agrega toate taxiurile din Tallinn și Riga într-o singură platformă. Cu 5.000 de euro de la părinții săi, care l-au ajutat, de asemenea, oferind asistență clienților în afara programului lor de lucru obișnuit, a angajat un dezvoltator care să-l ajute să lanseze afacerea, numită apoi mTakso. Serviciul a fost lansat în august 2013, iar în 2014 a mers pe țărmurile străine.

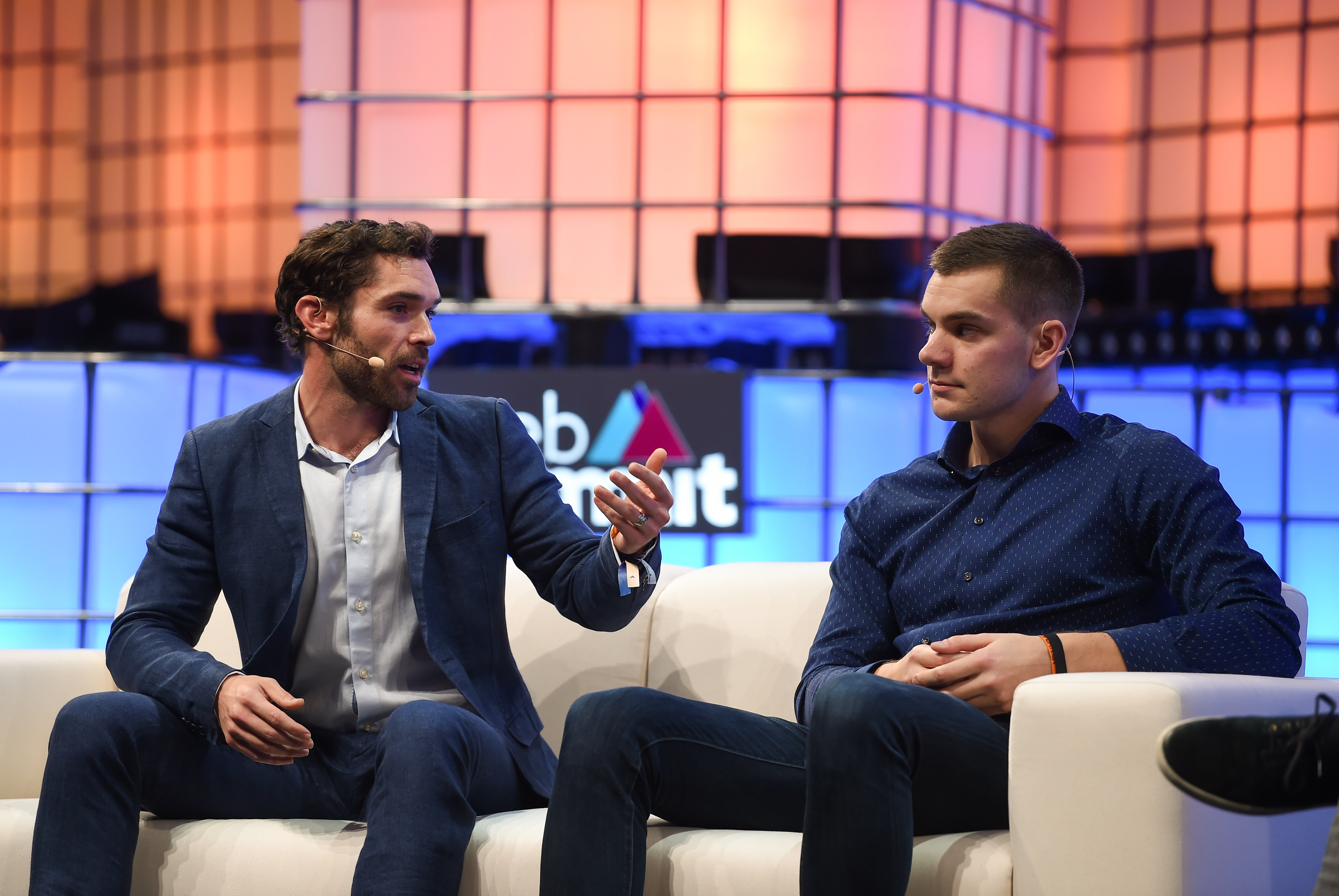
Caen Contee, co-fondator, Lime, aplecat și Markus Villig, co-fondator și CEO, Bolt, Web Summit 2018 la Altice Arena din Lisabona, Portugalia.

În 2017, Taxify și-a lansat serviciile în Londra prin achiziționarea unei companii de taxi locale cu licență de operare, dar a fost forțat de transport pentru Londra să își închidă serviciile. Compania a depus o nouă cerere de licență cu planuri de redeschidere a serviciilor în Londra.

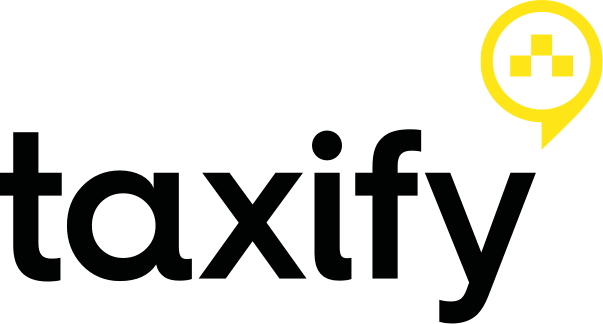
Sigla Taxify (fosta)

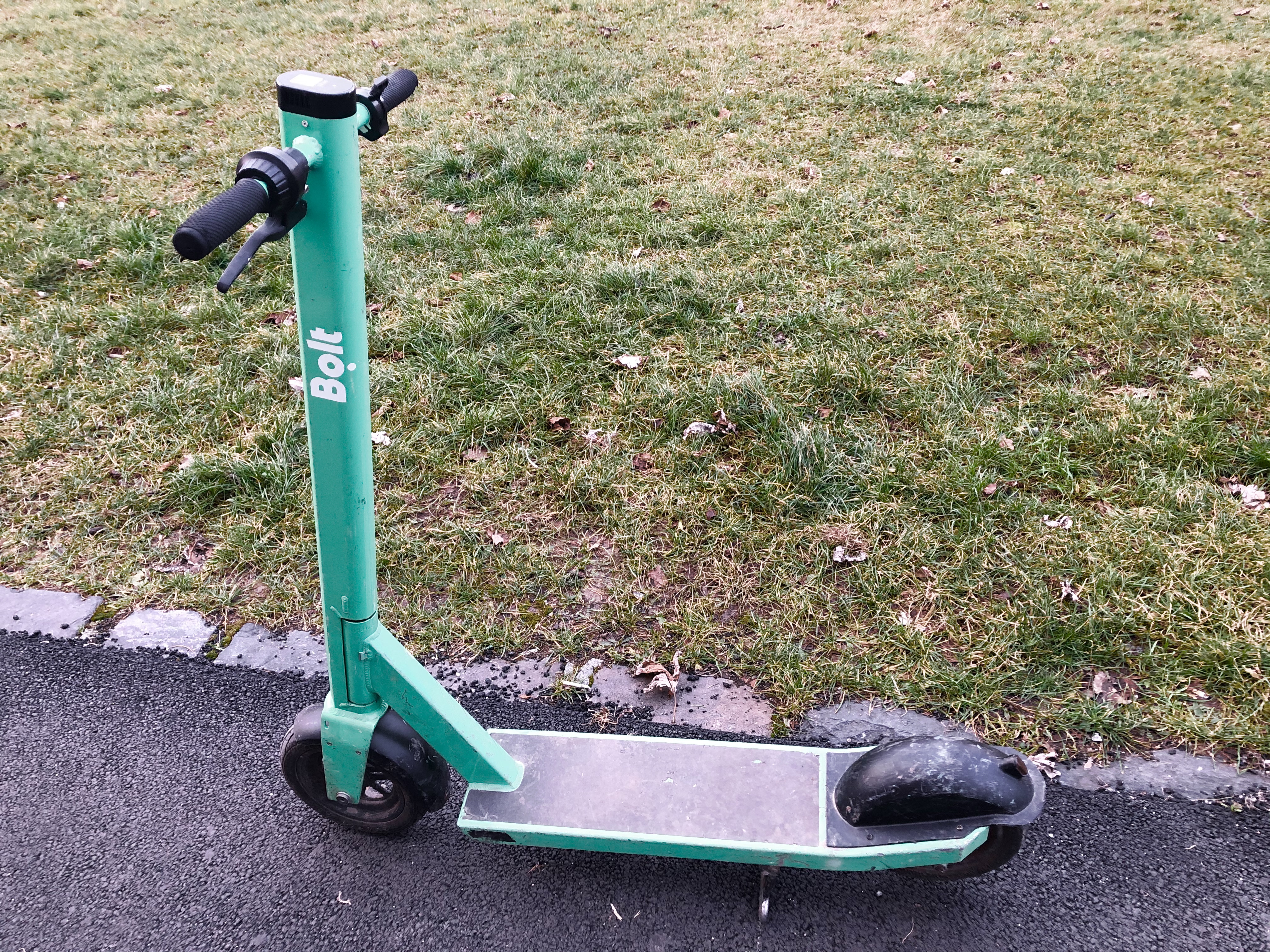
Bolt electric

În urma regresului de la Londra, Taxify și-a lansat serviciile la Paris și Lisabona.
În septembrie 2018, compania a anunțat extinderea scuterelor electrice și le-a lansat la Paris sub noua marcă Bolt. Compania a mai spus că intenționează să lanseze scutere în alte câteva orașe europene și australiene unde aplicația a fost deja stabilită. O să lanseze și în alte magazine, unde serviciile de închiriat vehicule se confruntă cu obstacole de reglementare semnificative, inclusiv Germania și Spania.
În iunie 2019, Bolt s-a relansat la Londra cu 20.000 de șoferi înregistrați pe platformă.
În august 2019, compania și-a lansat serviciul de livrare a alimentelor, Bolt Food. Bolt Food a fost lansat la Tallinn, cu planurile de extindere în mai multe orașe din Europa și Africa la sfârșitul acestui an.
În septembrie 2019, Bolt și-a anunțat „Planul Verde”, o inițiativă de reducere a amprentei ecologice a industriei transporturilor și a companiei Bolt. Obiectivele planului verde includ compensarea contribuției lui Bolt la emisiile de CO₂ din sectorul transporturilor europene cu cel puțin 5 milioane de tone până în 2025 și adăugarea mai multor tipuri de călătorie ecologice pentru ca pasagerii să aleagă.
În martie 2019 și 2020, Bolt a ocupat locul trei în FT 1000: Companiile cu cea mai rapidă creștere din Europa, publicat de Financial Times.